# Герб Тамауліпасу
Герб вільної та суверенної держави Тамауліпас — герб мексиканського штату Тамауліпас . Він складається з чотирьох полів, обрамлених жовтим картушем.

## Опис
Щит напіврозсічено і пересічено, обтяжено почесним щитом, покладено на золотисто-жовтий картуш. Зображення описується так:
- У першому синьому полі рослини кукурудза, сорго з помаранчевою волоттю, агави та очерет, усі зелені як символ основні джерела, які дали початок розвитку сільського господарства нашого підприємства.
- У почесному щиті герб дона Хосе де Ескандона і Хегери Конде де Сьєрра-Горда, як свідчення визнання його соціальної, гуманітарної та цивілізаційної діяльності, з якого буде ідентифіковано лише герб графа із золотим хрестом Серцелі, що покриває розтятий та перетятий щит:
  - у першому та четвертому червоному чвертьполі синя вежа;
  - у другому синьому — золотий беркут
  - у третьому синьому — золотий котел із червоним прапором.
- У другому полі основного щита на червоному тлі в стовп темно-коричневий бик-зебу, жовто-охриста корову цієї ж породи, бежева коза, що підкреслює тваринництво регіону.
- У третьому полі чотири складові місцевого пейзажу:
  - угорі на небесно-блакитному тлі, згаслий вулкан Серро-дель-Берналь представлений вище та в центрі коричневим кольором, показуючи білу хмару з обох боків верхньої частини;
  - у нижній правій частині на синьому тлі срібний човен для ловлі креветок і золта риба, що символізує експлуатаційно-рибальську промисловість штату;
  - 4 центральній частині срібний трактор у бежевому полі, який борознить землю як свідчення розвитку завдяки механізації поля;
  - у нижній лівій частині на зеленому полі чорна нафтова вежа і два білих нафтових резервуара, що символізують потенціал вуглеводнів і технічну можливість їх переробки.

Герб штату був зроблений з думкою про історію штату, томувін містить герб дона Хосе де Ескандона і Хельгери, як свідчення його спільноти та цивілізаційної діяльності, а з іншого боку, щоб символізувати достаток і багатство, як худобу, так і промисловість.

## Історія

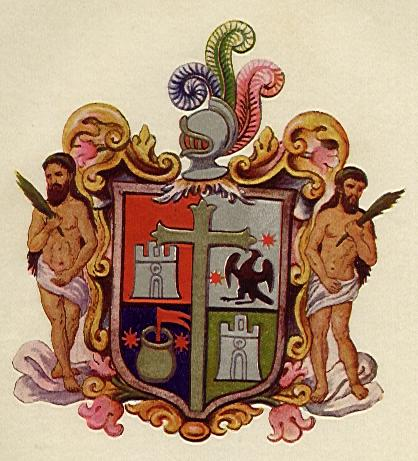
Герб Хосе де Ескандона і Хегери Конде де Сьєрра-Горда

Герб Хосе де Ескандона і Хегери Конде де Сьєрра-Горда (сучасна реконструкція)

Герб Хосе де Ескандона і Хегери Конде де Сьєрра-Горда створений між жовтнем 1749 та липнем 1751 року. Почетвертований щит, обтяжений золотим хрестом, охороняють два тубільці, які служать щитотримачами. У першій червоній чверті щита — срібний замок, у другій срібній — чорний розпростертий чорний орел у супроводі двох червоних зірок; у третій чорній — золотий казан з червоним прапором та у супроводі двох червоних зірок, у четвертій зеленій — срібний замок. Герб покритий графською короною або шоломом. Девіз герба: «Хоч і простий, але цей герб, світло якого походить від цього хреста, належить до роду і дому Ескандон».